# Ormtjärnet (Södra Finnskoga socken, Värmland)
Ormtjärnet är en sjö i Torsby kommun i Värmland och ingår i Göta älvs huvudavrinningsområde. Sjöns area är 0,014 kvadratkilometer och den befinner sig 400 meter över havet.